# Eugeniusz Eysymontt
Eugeniusz Eysymontt (ur. 30 marca 1927 w Wilnie, zm. 17 czerwca 2010 w Szczecinie) – polski fotograf, operator filmowy. Członek Polskiego Towarzystwa Fotograficznego. Członek założyciel i prezes Zarządu Szczecińskiego Towarzystwa Fotograficznego. Członek Polskiego Związku Żeglarskiego. Członek Polskiego Towarzystwa Turystyczno-Krajoznawczego. Członek Związku Piłsudczyków Rzeczypospolitej Polskiej.

## Życiorys
Eugeniusz Eysymontt był zawodowo związany z fotografią od 1952 roku – wówczas podjął współpracę z gdańskim oddziałem Pracowni Konserwacji Zabytków. Dla potrzeb pracowni sporządził (m.in.) dokumentację fotograficzną z odbudowy Starego Miasta w Gdańsku. Od 1951 roku był członkiem rzeczywistym Polskiego Towarzystwa Fotograficznego, istniejącego w latach 1948–1961.
W 1953 roku zamieszkał w Szczecinie. Związany ze szczecińskim środowiskiem fotograficznym – w latach 1953–1958 był zatrudniony w Pracowni Fotograficznej ówczesnego Muzeum Pomorza Zachodniego (obecnie Muzeum Narodowe w Szczecinie). W 1961 roku współtworzył Szczecińskie Towarzystwo Fotograficzne, powstałe na bazie szczecińskiego oddziału Polskiego Towarzystwa Fotograficznego. W latach 1963–1964 oraz w latach 1965–1966 pełnił funkcję prezesa Zarządu STF. W latach 1961–1965 pracował w Pracowni Fotograficznej Kliniki Chorób Wewnętrznych Pomorskiej Akademii Medycznej w Szczecinie. W latach 1965–1968 był pracownikiem ówczesnej Wyższej Szkoły Rolniczej (obecnie Akademia Rolnicza w Szczecinie), gdzie kierował Pracownią Fotograficzno-Filmową.
Eugeniusz Eysymontt był twórcą własnej, autorskiej tonorozdzielczej techniki fotograficznej. Był autorem wielu artykułów o fotografii, technikach fotograficznych – publikowanych między innymi w specjalistycznej ogólnopolskiej i zagranicznej prasie fotograficznej. 
Eugeniusz Eysymontt zmarł  17 czerwca 2010 w Szczecinie, pochowany w dniu 19 czerwca na Cmentarzu Komunalnym w  Zdrojach.

## Odznaczenia
- Medal XXX-lecia „Gryf Pomorski” (1975)
- Srebrny Krzyż Zasługi (1980)[1]